# Понтедасио
Понтеда̀сио (на италиански: Pontedassio; на лигурски: Puntedase, Пунтедасе) е село и община в Северна Италия, провинция Империя, регион Лигурия. Разположено е на 80 m надморска височина. Населението на общината е 2338 души (към 2011 г.).